# Első Óbudai Általános Iskola
Az Első Óbudai Általános Iskola Budapest egyik legrégebben alapított általános (elemi) iskolája. Budapest III. kerületében található a Vörösvári út és a Körte utca sarkán.

## Története
Az iskola régi óbudai földszintes lakóházak, s tízemeletes épületek körében álló vöröstéglás épület, mely a múlt század elején épült, és a III. kerület – ma is működő oktatási intézményei közül – legrégebben alapított iskolája.
Bár a XIX. század második feléből származó egy-egy pecséten különböző korábbi alapítási dátumok szerepelnek, 1869. az az évszám, amely az első anyakönyveken lévő pecséten alapítási évként szerepel. Az intézmény Óbudai Városi Iskola néven három évfolyammal kezdte meg működését az 1869/1870-es tanévben. A régi barakképület helyén 1902-re készült el az új kétemeletes iskolaépület, melyben tovább növelhették az osztályok és a tanulók számát. Az 1903/1904. tanévtől egyenletesen öt, majd hat évfolyam (fiú és lány osztály) működött, később megosztva, a Vörösvári úti épületben tiszta fiú, míg a Hunor utcai épületben lány osztályok voltak.
A második világháborúban az iskolát bombatalálat érte, a második emelet teljesen leégett, s egyetlen tanterem sem maradt teljes épségben. A helyreállítási munkák után 1946. augusztus végén megkezdődött a folyamatos oktatás, 12 tanteremben 17 osztály és 3 napközis csoport működött. 1948-tól - a kötelező nyolc osztály elvégzéséről szóló rendelkezések után - az iskolában a tanulók létszáma folyamatosan nőtt, s ez szükségessé tette az iskola bővítését. 1958-ra felépült a harmadik emelet, ahol négy tantermet, és a fizika előadótermet helyezték el. Az építkezés során felszámolták az igazgatói lakást és helyén konyhát és ebédlőt építettek, továbbá orvosi rendelő is létesült a tanulók számára. A tantermek számának bővítése lehetővé tette a napközis osztályok számának növelését, így egész napos szakszerű oktatással egybekötött felügyeletet tudtak biztosítani. 1958-ban vette fel a Czabán Samu nevét, s 1995-ig ezen a néven működött. Közben 1960–1967-ig az általános iskolai osztályok mellett, gimnáziumi osztályokat is indítottak. 1979-től, először második idegen nyelvként – a kötelező orosz nyelv mellett – kezdtek el oktatni a német, később az angol nyelvet, s 1995-ben vezették be a nemzetiségi oktatást.

## Épülete
A kezdeti barakképület helyén 1902-re készült el az új kétemeletes iskolaépület, amelyet 1958-ban bővítettek ki a harmadik emelettel. Az iskolának három épületrésze (főépület, tornaterem, kisépület) és négy udvara van: köves-, gumis-, kis-, és műfüves udvar.

## Tömegközlekedés
Az alábbi járatokkal közelíthető meg az intézmény az Óbudai rendelőintézet megállóhelyig utazva:
- 1, 1A
- 137, 160, 218, 237, 260, 260A
- 820, 830, 832, 840, 848